# قاضي مير
قاضي مير (ت. 910 هـ / 1504 م) هو عالم وحكيم، أصله من مَيْبذ قرب مدينة يزد.
هو حسين بن معين الدين الميبذي المعروف بقاضي مير. مولده بيزد، ووفاته في هراة. تتلمذ على يد الجلال الدواني.

## آثاره
له تصانيف عربية وفارسية، منها:
- شرح كافية ابن الحاجب
- شرح هداية الحكمة للابهري